# Sand, Francija
Sand je občina v departmaju Bas-Rhin francoske regije Alzacija.
Leta 1990 je v občini živelo 941 oseb oz. 148 oseb/km².